# Frank Möller (Historiker)

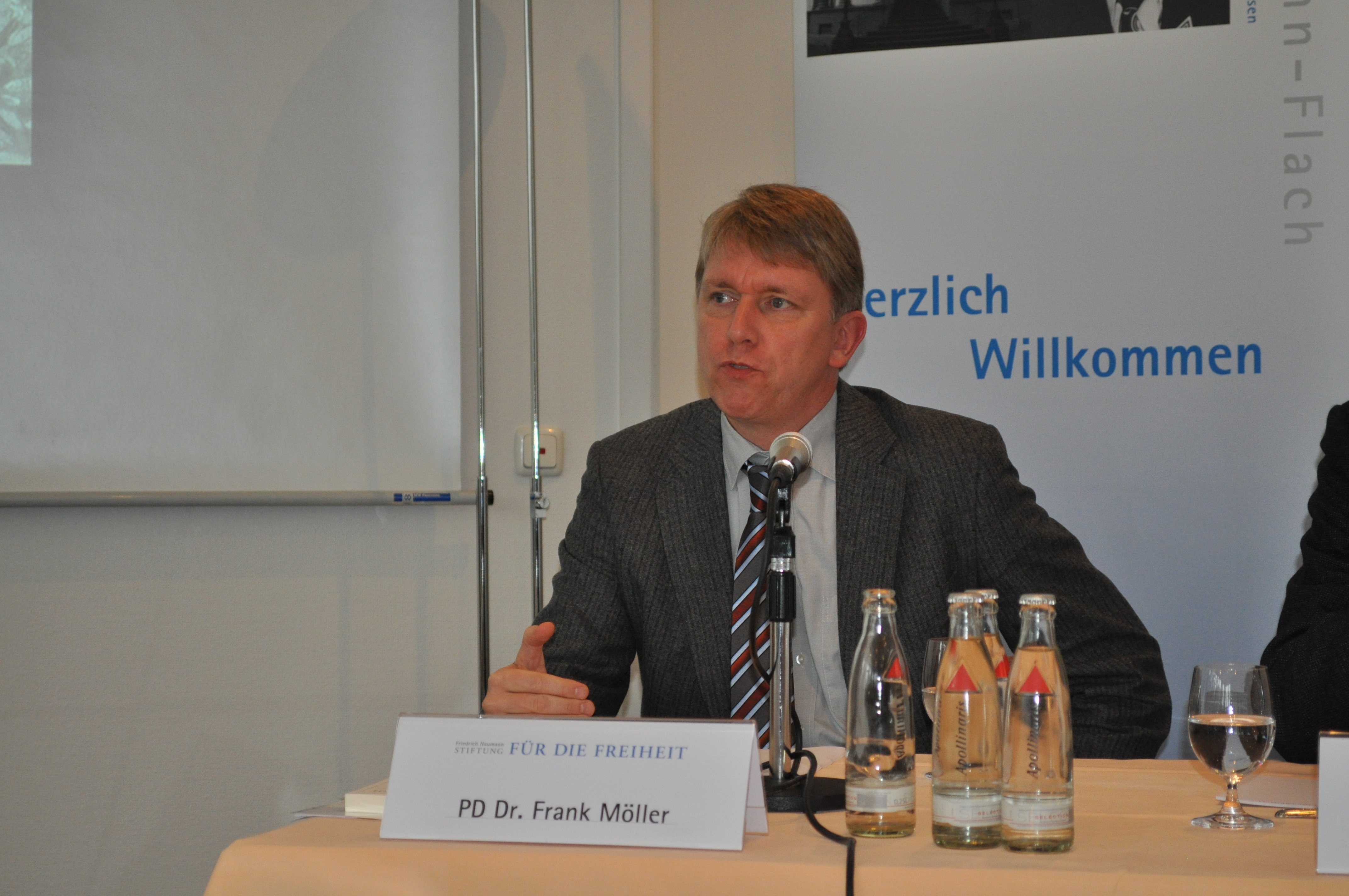
Frank Möller beim Kolloquium des Archivs des Liberalismus, 2012

Frank Möller (* 9. März 1962 in Frankfurt am Main) ist ein deutscher Historiker. Er ist Privatdozent und Wissenschaftlicher Mitarbeiter am Historischen Institut der Universität Greifswald.

## Leben und Wirken
Frank Möller studierte Mittlere und Neuere Geschichte, Politikwissenschaft und öffentliches Recht an der Universität Frankfurt am Main. Hier war er von 1990 bis 1993 im DFG-Projekt „Stadt und Bürgertum im 19. Jahrhundert“ als wissenschaftlicher Mitarbeiter tätig und wurde 1994 promoviert. Von 1993 bis 1998 arbeitete er als Wissenschaftlicher Mitarbeiter am Historischen Institut der Universität Jena. Danach unterrichtete er am Heinrich-von-Gagern-Gymnasium Frankfurt am Main. Von 2002 bis 2003 leitete er das DFG-Projekt „Quellenedition Gottlieb Christian Schüler“. Von 1999 bis 2001 erhielt er ein Forschungsstipendium der Gerda-Henkel-Stiftung. 2004 habilitierte sich Möller mit einer Biographie über den liberalen Politiker Heinrich von Gagern an der Friedrich-Schiller-Universität Jena. Die Habilitationsschrift wurde 2005 mit dem Preis der Wolf-Erich-Kellner-Gedächtnisstiftung ausgezeichnet. Seit 2006 ist Möller Wissenschaftlicher Mitarbeiter und Privatdozent am Historischen Institut der Universität Greifswald. 2012/13 und 2013/14 vertrat er jeweils für ein Jahr den Lehrstuhl für Neueste Geschichte an der Christian-Albrechts-Universität zu Kiel.

## Schriften
- Bürgerliche Herrschaft in Augsburg 1790–1880. Oldenbourg, München 1998, ISBN 978-3-486-56387-0 (Dissertation).
- (Hrsg.): Charismatische Führer der deutschen Nation. de Gruyter Oldenbourg, Berlin/Boston (MA) 2004, ISBN 978-3-486-83397-3.
- Heinrich von Gagern. Eine Biographie. Jena 2004 (Habilitationsschrift).
- (Hrsg. gemeinsam mit Sibylle Schüler): Ein Demokrat in der Paulskirche. Die Briefe und Berichte des Jenaer Abgeordneten Gottlieb Christian Schüler 1848/49 (= Veröffentlichungen der Historischen Kommission für Thüringen. Große Reihe. Bd. 9). Böhlau, Köln 2007, ISBN 978-3-412-14104-2.
- (Hrsg. gemeinsam mit Dirk Mellies): Greifswald 1989. Zeitzeugen erinnern sich. Tectum Verlag, Marburg 2009, ISBN 978-3-8288-2140-8.